# Giuseppe Jozzi
Giuseppe Jozzi   (Roma, c. 1710 - Roma, 1784) de vegades anomenat Yozi, Jossi o Jozze, va ser un cantant d'òpera, clavecinista i compositor italià.

## Biografia
Castrat, va ser soprano en papers còmics i seriosos a Roma entre 1729 -quan va debutar a la cantata de Leo Arianna e Teseo- (1740). Després d'un interval a Venècia, a partir de 1745 va continuar la seva activitat a Londres, on va rebre els elogis de Burney, però més com a clavecinista (una carrera que va desenvolupar principalment a la capital anglesa) que com a cantant. El 1750, però, es va veure obligat a traslladar-se a Stuttgart sota la probable pressió d'un escàndol que li va valer l'etiqueta de plagi. Qualificat com a alumne de Domenico Alberti, Jozzi havia intentat, de fet, atribuir-se vuit sonates per a clavicèmbal, però el 1748 l'editor Walsh havia imprès la col·lecció com a op. 1 d'Alberti, denunciant efectivament la falsificació. El compositor va romandre a Alemanya fins al 1756, va continuar interpretant els llibrets de Metastasio (ja interpretats a l'època veneciana) i va tornar a publicar les sonates sota el seu propi nom de Hummel a Amsterdam el 1761 i el 1767. Va ser un virtuós de la cort a Stuttgart i Portugal, on va actuar diverses vegades, entre 1765 i 1768, com a protagonista d'obres dels italians Pérez i Jommelli. Va morir amb tota probabilitat a Roma, la seva última residència, el 1784.

## Obres
Autor d'una música galant, Jozzi està influenciat per l'estil d'Alberti, encara que semblen sorgir alguns trets personals esporàdics. La controvèrsia al voltant de les vuit sonates albertines, cadascuna de dos moviments, mai s'ha resolt realment, i Cooper sosté que set moviments pertanyen realment a l'alumne.
- Concert per a clavecí i orquestra, París, 1758
- Sonates per a clavecí, París, 1760
- Vuit sonates per a clavecí (no atribuïdes per unanimitat a Domenico Alberti), Amsterdam, 1761
- Una col·lecció de lliçons per al clavecí, Londres, 1761-1762
- Sis sonates seleccionades, Londres, cap al 1769